# TUBE LIVE AROUND SPECIAL 2013 HANDMADE SUMMER
『TUBE LIVE AROUND SPECIAL 2013 HANDMADE SUMMER』（チューブ・ライブ・アラウンドスペシャル2013-ハンドメイド・サマー）は、TUBEのライブDVD/Blu-ray。2013年11月27日にSony Music Associated Recordsから発売された。

## 概要
TUBEが2013年に開催、3万人以上を動員した横浜スタジアムでのライブを収録。
Blu-rayは1枚、DVDは2枚組仕様となっており、ライブで演奏された24曲が収録されている。
初回生産限定盤には横浜スタジアムでのライブの中から7曲が収録されたLIVE CD、横浜公演と阪神甲子園球場での公演で撮影された写真を収録したフォトブックレットが付属されている。

## 収録曲
DVDは1-19：Disc1、20-24・ボーナストラック：Disc2。
1. Opening
2. N・A・T・S・U
3. JUST IN TIME SUMMER
4. 僕達だけの Summer Days
5. SKY HIGH
6. Beach Time
7. 太陽のサプライズ
8. Horizon
9. めぐりくるSeason
10. Stories
11. Purity 〜ピュアティ〜
12. LOVE SONG
13. Dec. Horoscope～JAGUAR'13
14. 夏よ走れ
15. Only You 君と夏の日を
16. 暗闇をけとばせ
17. 傷だらけのHero
18. You'll be the champion
19. Hot Night
20. ENCORE1:シーズン・イン・ザ・サン
21. ENCORE1:海の家
22. ENCORE1:あー夏休み
23. ENCORE2:空と海があるように
24. ENCORE2:Keep On Sailin'

＜ボーナス・トラック＞
1. TUBE Live Around Special 2013 HANDMADE SUMMER 9/15阪神甲子園球場ドキュメント

＜初回限定盤のみ付属CD＞
1. Opening～N・A・T・S・U
2. 僕達だけのSummer Days
3. LOVE SONG
4. 暗闇をけとばせ
5. 傷だらけのhero
6. You'll be the champion
7. Hot Night